# Núria Nardi i Vilardaga
Núria Nardi i Vilardaga   (Ripoll, 1950) és una historiadora de la literatura catalana.
És llicenciada en filologia catalana i catedràtica. Ha publicat nombrosos estudis sobre la figura de Victor Català. En destaquen edicions comentades de Drames rurals i de Solitud així com la tria i l'edició d'antologies seves com Contes diversos (1981) i Contes (1994).